# الدين في موريتانيا

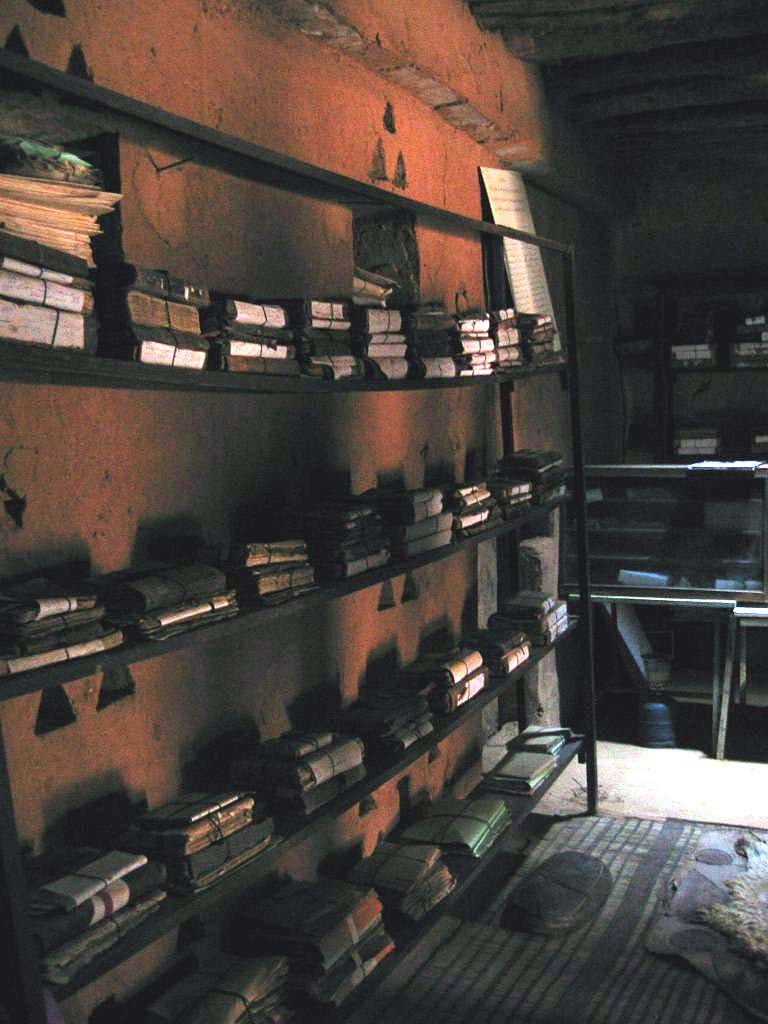
جمع القرآن في مكتبة بشنقيط.

يعتبر الإسلام الديانة الرسمية في البلاد حيث أن الغالبية العظمى من شعب موريتانيا هم من معتنقي الإسلام السني حسب المذهب المالكي، مع فقه متأثر بالصوفية. وتقع موريتانيا في أفريقيا، على الحدود مع الجزائر ومالي والسنيغال، والصحراء الغربية (ذات حكم ذاتي).

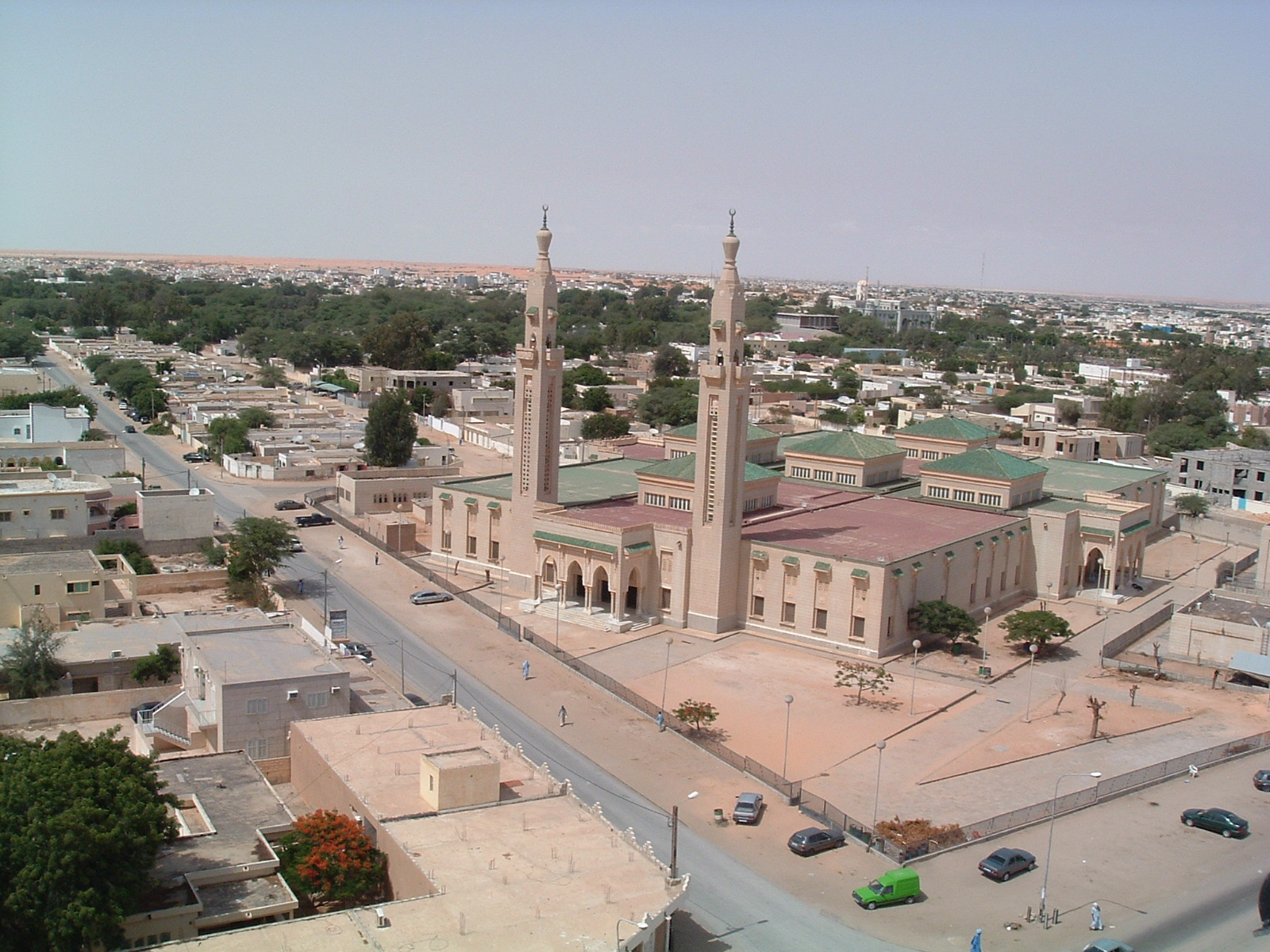
المسجد السعودي بنواكشوط

ورسمياً، فإن 100% من مواطني البلد من المسلمين، بالرغم من وجود أقليات مسيحية، معظمهم من جنسيات أجنبية. وتعد موريتانيا ثاني أكبر دولة من حيث اتباع الطريقة الصوفية والتيجانية والقادرية. بسبب الانقسامات العرقية والقبلية في البلاد، ويعتبر الدين من جهة الحكومة ضروريا من أجل الوحدة الوطنية.
وهناك حوالي 4,500 من الروم الكاثوليك في البلد ذوي أصول أجنبية. وهناك أيضا عدد قليل من أتباع الديانة اليهودية العاملة في البلد.

## التاريخ
دخل الدين الإسلامي إلى موريتانيا منذ القرن الثامن بفضل التجار المسلمين الذين قدموا إليها.
وقد انتشر الإسلام في البلاد على يد يحيى بن ابراهيم أحد زعماء صنهاجة البربرية وذلك بعد عودته من الحج ومعه عبد الله بن ياسين الذي أنشأ رباطا قرب العاصمة نواكشوط لتدريس علوم الدين سنة 1035م.
وعند تولي المرابطين الحكم في القرن 11 وهم فرع من صنهاجة اعتنقوا الإسلام وطردوا إمبراطورية غانا عام 1076م من موريتانيا بعد حرب دامت 4 سنوات وذلك خلال فترة حكم أبو بكر بن عمر ونشروا الدين الإسلامي في قبائل صنهاجة وقاموا بتوحيدها وعرفت مدن مثل شنقيط ازدهارا دينيا وفكريا.

## الإسلام
الإسلام هو الدين الأكثر تأثيرا في البلد، وذلك منذ القرن ال 10. ووفقا ً لتعداد الحكومة، فإن 100 % من مواطني البلد من المسلمين. ومثل الكثير من دول شمال إفريقيا فموريتانيا تتبع المذهب المالكي على طريقة أهل السنة والجماعة لكن رغم ذلك فقد أفاد التعداد السكاني لعام 2011 أن حوالي 1.5 % من مسلمي البلد من الشيعة أي ما يناهز 50 ألفا من السكان.
الإسلام هو دين الدولة، والشريعة، وهو أساس من الأحكام القضائية.
ورغم أن جميع شعب موريتانيا مسلمين، إلا أن درجة التدين عند السكان تتفاوت وتختلف مابين المسلمين الليبيلاريين، والمسلمين المعتدلين، والجهاديين.

## المسيحية
المسيحية هي أقلية صغيرة في موريتانيا، حيث يوجد ما يقارب من 4,500 شخص من الروم الكاثوليك، معظمهم من الأجانب الذين يعيشون أو يعملون في البلد. أكبر الكنائس المسيحية في الدولة هي الكنيسة الرومانية الكاثوليكية، لكن لا يوجد اعتراف بها من جانب الحكومة، ورغم ذلك لا يزال هناك وجود علني لها في موريتانيا. ومن أهم الكاتدرائيات في البلاد هناك كاتدرائية القديس يوسف الواقعة في نواكشوط، عاصمة البلد. وتمنع الحكومة رسمياً توزيع الإنجيل والتوراة، كما لا يمكن استيرادها، مطبوعة على الصعيد المحلي، أو بيعها. لكن يتم منحها بشكل خاص للمسيحيين.

## القيود الحكومية على الدين
تُمنح في موريتانيا المنظمات غير الحكومية الدينية والعلمانية إعفاءات ضريبية. واستناداً إلى الموقف الشرعي بشأن الردة، تمنع الحكومة تحوُّل المسلمين إلى ديانات أخرى، إذ أنه يتم تقييد نشر المواد الدينية غير الإسلامية، فيما يُعتبر التعليم الديني إلزامياً، لكنه لا يُشكِّل سوى جزء صغير من المناهج الدراسية العامة.
وفقاً لمركز بيو للأبحاث، فعلى الرغم من أن الصراع الاجتماعي الناجم عن الأعمال العدائية للدين منخفض في موريتانيا، إلا أن مقدار القيود الحكومية على ممارسة الدين مرتفعة. وتُعدُّ موريتانيا الدولة الثانية عشر الأكثر تقييداً في العالم بين كل من إندونيسيا وباكستان.